# Diogo da Silva
Diogo da Silva (zm. 19 września 1541 w Bradze) – portugalski duchowny katolicki, inkwizytor.
Wiadomo, że był dzieckiem z nieprawego łoża. Wstąpił do zakonu franciszkanów i został spowiednikiem króla Portugalii Jana III (1521–1557). 4 marca 1534 papież Klemens VII mianował go biskupem Ceuty, udzielając mu jednocześnie dyspensy z powodu nieprawego pochodzenia. 23 maja 1536 został nominowany pierwszym inkwizytorem generalnym i zwierzchnikiem inkwizycji portugalskiej; sprawował ten urząd do 3 lipca 1539. 24 września 1540 został promowany na stanowisko arcybiskupa Bragi i 15 listopada tegoż roku otrzymał paliusz metropolitalny. Funkcję tę sprawował aż do śmierci niecały rok później.